# Дзвіниця Троїцького собору (Чернігів)
Дзвіниця Троїцького собору — пам'ятка архітектури та історії національного значення у Чернігові.

## Історія
Постановою Кабінету Міністрів УРСР від 24.08.1963 № 970 надано статус пам'ятник архітектури національного значення з охоронною № 819/2.
Постановою Кабінету Міністрів від 10.10.2012 року № 929 надано статус пам'ятник архітектури та історії національного значення з охоронною № 250044/2-Н під назвою Дзвіниця Троїцького собору.
Встановлено інформаційну дошку.
Під час повномасштабного російського вторгнення в Україну та обстрілу Чернігова у березні 2022 року дзвіниця Троїцького монастиря та сам собор не постраждали від бомбардувань. Єдині пошкодження по Троїцькому монастирю — це посічені осколками стіни східних келій за собором, де живуть учні духовного училища.

## Опис
Входить до комплексу споруд Троїцько-Іллінського монастиря — ділянка історико-архітектурного заповідника Чернігів стародавній, розташований на Болдиній Горі — вулиця Толстого, 92.
Дзвіниця була побудована в 1771—1775 роки у формах бароко одночасно з цегляною огорожею та кутовими вежами. Стіни з вежами також є пам'яткою архітектури та історії. Кам'яна, складного плану з вигнутими гранями та пучками колон по кутах. Нижній ярус має виступи пластичної форми — волюти, за якими заховані контрфорси . 58-метрова, п'ятиярусна дзвіниця була надбрамною. У нижньому ярусі прорізана велика в'їзна арка, якій у верхніх ярусах відповідають напівциркульні та круглі отвори, що йдуть до останнього ярусу. В отворі останнього ярусу в 1809 був встановлений годинник з боєм (не зберігся). Надає всьому комплексу динаміки та завершеності, є художньою домінантою Болдиних гір та всього міста.
У період 1955—1960 та 1981—1982 роки було проведено ремонтно-реставраційні роботи.